# Énoximone
L'énoximone est un dérivé imidazolé, Inhibiteur de la phosphodiestérase. Utilisé dans le traitement thérapeutique de l'insuffisance cardiaque, il a un effet vasodilatateur et inotrope positif.